# Världscupen i skidskytte 2007/2008
Världscupen i skidskytte 2007/2008 avgjordes på nio olika orter runtom i världen. Säsongen inleddes i Kontiolax, Finland den 29 november 2007 och avslutades i Oslo, Norge den 16 mars 2008. I februari 2008 anordnades VM 2008 i Östersund i Sverige, som också ingår i världscupen. Den totala världscupen vanns av Ole Einar Bjørndalen från Norge på herrsidan och av Magdalena Neuner från Tyskland på damsidan.

## Program damer
| Lopp | Datum            | Plats             | Disciplin          | Vinnare            | Tvåa                | Trea               |
| ---- | ---------------- | ----------------- | ------------------ | ------------------ | ------------------- | ------------------ |
| 1.   | 29 november 2007 | Kontiolax         | Distans (15 km)    | Martina Glagow     | Tatiana Moisejeva   | Simone Denkinger   |
| 2.   | 30 november 2007 | Kontiolax         | Sprint (7,5 km)    | Martina Glagow     | Kati Wilhelm        | Tora Berger        |
| 3.   | 2 december 2007  | Kontiolax         | Jaktstart (10 km)  | Tora Berger        | Andrea Henkel       | Martina Glagow     |
| 4.   | 7 december 2007  | Hochfilzen        | Sprint (7,5 km)    | Sandrine Bailly    | Jekaterina Jurjeva  | Kati Wilhelm       |
| 5.   | 8 december 2007  | Hochfilzen        | Jaktstart (10 km)  | Sandrine Bailly    | Jekaterina Jurjeva  | Kati Wilhelm       |
| 6.   | 13 december 2007 | Pokljuka          | Distans (15 km)    | Jekaterina Jurjeva | Michela Ponza       | Martina Glagow     |
| 7.   | 15 december 2007 | Pokljuka          | Sprint (7,5 km)    | Sandrine Bailly    | Kaisa Mäkäräinen    | Magdalena Neuner   |
| 8.   | 5 januari 2008   | Oberhof           | Sprint (7,5 km)    | Tora Berger        | Svetlana Sleptsova  | Magdalena Neuner   |
| 9.   | 6 januari 2008   | Oberhof           | Masstart (12,5 km) | Magdalena Neuner   | Olga Anissimova     | Tatiana Moisejeva  |
| 10.  | 11 januari 2008  | Ruhpolding        | Sprint (7,5 km)    | Svetlana Sleptsova | Helena Jonsson      | Kati Wilhelm       |
| 11.  | 13 januari 2008  | Ruhpolding        | Jaktstart (10 km)  | Solveig Rogstad    | Kati Wilhelm        | Kaisa Mäkäräinen   |
| 12.  | 17 januari 2008  | Antholz           | Sprint (7,5 km)    | Kati Wilhelm       | Andrea Henkel       | Svetlana Sleptsova |
| 13.  | 19 januari 2008  | Antholz           | Jaktstart (10 km)  | Andrea Henkel      | Svetlana Sleptsova  | Tora Berger        |
| 14.  | 20 januari 2008  | Antholz           | Masstart (12,5 km) | Andrea Henkel      | Anna Carin Olofsson | Kati Wilhelm       |
| 15.  | 9 februari 2008  | Östersund (VM)    | Sprint (7,5 km)    | Andrea Henkel      | Albina Achatova     | Oksana Chvostenko  |
| 16.  | 10 februari 2008 | Östersund (VM)    | Jaktstart (10 km)  | Andrea Henkel      | Jekaterina Jurjeva  | Albina Achatova    |
| 17.  | 13 februari 2008 | Östersund (VM)    | Distans (15 km)    | Jekaterina Jurjeva | Martina Glagow      | Oksana Chvostenko  |
| 18.  | 16 februari 2008 | Östersund (VM)    | Masstart (12,5 km) | Magdalena Neuner   | Tora Berger         | Jekaterina Jurjeva |
| 19.  | 28 februari 2008 | Pyeongchang       | Sprint (7,5 km)    | Magdalena Neuner   | Sandrine Bailly     | Michela Ponza      |
| 20.  | 1 mars 2008      | Pyeongchang       | Jaktstart (10 km)  | Sandrine Bailly    | Michela Ponza       | Albina Achatova    |
| 21.  | 6 mars 2008      | Chanty-Mansijsk   | Sprint (7,5 km)    | Magdalena Neuner   | Sandrine Bailly     | Albina Achatova    |
| 22.  | 8 mars 2008      | Chanty-Mansijsk   | Jaktstart (10 km)  | Kathrin Hitzer     | Sandrine Bailly     | Andrea Henkel      |
| 23.  | 9 mars 2008      | Chanty-Mansijsk   | Masstart (12,5 km) | Kathrin Hitzer     | Magdalena Neuner    | Svetlana Sleptsova |
| 24.  | 13 mars 2008     | Oslo/Holmenkollen | Sprint (7,5 km)    | Svetlana Sleptsova | Tora Berger         | Kati Wilhelm       |
| 25.  | 15 mars 2008     | Oslo/Holmenkollen | Jaktstart (10 km)  | Svetlana Sleptsova | Kati Wilhelm        | Liu Xianying       |
| 26.  | 16 mars 2008     | Oslo/Holmenkollen | Masstart (12,5 km) | Kati Wilhelm       | Solveig Rogstad     | Michela Ponza      |

### Stafett
| Lopp | Datum            | Plats          | Disciplin | Vinnare                                                                 | Tvåa                                                                             | Trea                                                                            |
| ---- | ---------------- | -------------- | --------- | ----------------------------------------------------------------------- | -------------------------------------------------------------------------------- | ------------------------------------------------------------------------------- |
| 1.   | 9 december 2007  | Hochfilzen     | 4x6 km    | Tyskland Martina Glagow Andrea Henkel Simone Denkinger Kati Wilhelm     | Ryssland Svetlana Sleptsova Olga Anissimowa Tatiana Moisejeva Jekaterina Jurjeva | Sverige Elisabeth Högberg Anna Carin Olofsson Anna Maria Nilsson Helena Jonsson |
| 2.   | 16 december 2007 | Pokljuka       | 4x6 km    | Tyskland Martina Glagow Sabrina Buchholz Magdalena Neuner Andrea Henkel | Ryssland Svetlana Sleptsova Oksana Neupokojeva Natalia Guseva Jekaterina Jurjeva | Frankrike Delphyne Peretto Marie-Laure Brunet Sylvie Becaert Sandrine Bailly    |
| 3.   | 3 januari 2008   | Oberhof        | 4x6 km    | Tyskland Simone Denkinger Andrea Henkel Kathrin Hitzer Kati Wilhelm     | Frankrike Delphyne Peretto Sylvie Becaert Pauline Macabies Sandrine Bailly       | Ryssland Svetlana Sleptsova Oksana Neupokojeva Tatiana Moisejeva Natalia Guseva |
| 4.   | 9 januari 2008   | Ruhpolding     | 4x6 km    | Tyskland Kathrin Hitzer Magdalena Neuner Sabrina Buchholz Kati Wilhelm  | Norge Tora Berger Anne Ingstadbjørg Solveig Rogstad Ann Kristin Flatland         | Ryssland Svetlana Sleptsova Olga Anissimova Jekaterina Jurjeva Natalia Guseva   |
| 5.   | 17 februari 2008 | Östersund (VM) | 4x6 km    | Tyskland Martina Glagow Andrea Henkel Magdalena Neuner Kati Wilhelm     | Ukraina Oksana Jakovleva Vita Semerenko Valj Semerenko Oksana Chvostenko         | Frankrike Delphine Peretto Marie Laure Brunet Sylvie Becaert Sandrine Bailly    |

## Program herrar
| Lopp | Datum            | Plats             | Distans             | Vinnare              | Tvåa                 | Trea                 |
| ---- | ---------------- | ----------------- | ------------------- | -------------------- | -------------------- | -------------------- |
| 1.   | 29 november 2007 | Kontiolax         | Distans (20 km)     | Vincent Defrasne     | Halvard Hanevold     | Maksim Tjudov        |
| 2.   | 1 december 2007  | Kontiolax         | Sprint (10 km)      | Ole Einar Bjørndalen | Dmitri Jarosjenko    | Carsten Pump         |
| 3.   | 2 december 2007  | Kontiolax         | Jaktstart (12,5 km) | Ivan Tjeresov        | Ole Einar Bjørndalen | Dmitri Jarosjenko    |
| 4.   | 7 december 2007  | Hochfilzen        | Sprint (10 km)      | Dmitri Jarosjenko    | Ole Einar Bjørndalen | Andrei Makovejev     |
| 5.   | 8 december 2007  | Hochfilzen        | Jaktstart (12,5 km) | Ole Einar Bjørndalen | Dmitri Jarosjenko    | Daniel Graf          |
| 6.   | 13 december 2007 | Pokljuka          | Distans (20 km)     | Emil Hegle Svendsen  | Alexander Wolf       | Sergej Sednev        |
| 7.   | 15 december 2007 | Pokljuka          | Sprint (10 km)      | Ole Einar Bjørndalen | Dmitri Jarosjenko    | Mattias Nilsson      |
| 8.   | 5 januari 2008   | Oberhof           | Sprint (10 km)      | Tomasz Sikora        | Ole Einar Bjørndalen | Emil Hegle Svendsen  |
| 9.   | 6 januari 2008   | Oberhof           | Masstart (15 km)    | Ole Einar Bjørndalen | Nikolaj Kruglov      | Emil Hegle Svendsen  |
| 10.  | 12 januari 2008  | Ruhpolding        | Sprint (10 km)      | Michael Greis        | Maksim Tjudov        | Alexander Wolf       |
| 11.  | 13 januari 2008  | Ruhpolding        | Jaktstart (12,5 km) | Michael Greis        | Maksim Tjudov        | Emil Hegle Svendsen  |
| 12.  | 18 januari 2008  | Antholz           | Sprint (10 km)      | Michael Greis        | Nikolaj Kruglov      | Ole Einar Bjørndalen |
| 13.  | 19 januari 2008  | Antholz           | Jaktstart (12,5 km) | Björn Ferry          | Nikolaj Kruglov      | Michael Greis        |
| 14.  | 20 januari 2008  | Antholz           | Masstart (15 km)    | Ole Einar Bjørndalen | Björn Ferry          | Michael Greis        |
| 15.  | 9 februari 2008  | Östersund (VM)    | Sprint (10 km)      | Maksim Tjudov        | Halvard Hanevold     | Ole Einar Bjørndalen |
| 16.  | 10 februari 2008 | Östersund (VM)    | Jaktstart (12,5 km) | Ole Einar Bjørndalen | Maksim Tjudov        | Alexander Wolf       |
| 17.  | 14 februari 2008 | Östersund (VM)    | Distans (20 km)     | Emil Hegle Svendsen  | Ole Einar Bjørndalen | Maksim Maksimov      |
| 18.  | 17 februari 2008 | Östersund (VM)    | Masstart (15 km)    | Emil Hegle Svendsen  | Ole Einar Bjørndalen | Maksim Tjudov        |
| 19.  | 27 februari 2008 | Pyeongchang       | Sprint (10 km)      | Emil Hegle Svendsen  | Halvard Hanevold     | Friedrich Pinter     |
| 20.  | 29 februari 2008 | Pyeongchang       | Jaktstart (12,5 km) | Michael Greis        | Halvard Hanevold     | Alexander Os         |
| 21.  | 6 mars 2008      | Chanty-Mansijsk   | Sprint (10 km)      | Ole Einar Bjørndalen | Emil Hegle Svendsen  | Andrei Makovejew     |
| 22.  | 8 mars 2008      | Chanty-Mansijsk   | Jaktstart (12,5 km) | Emil Hegle Svendsen  | Tomasz Sikora        | Andrei Makovejew     |
| 23.  | 9 mars 2008      | Chanty-Mansijsk   | Masstart (15 km)    | Tomasz Sikora        | Daniel Graf          | Michal Šlesingr      |
| 24.  | 13 mars 2008     | Oslo/Holmenkollen | Sprint (10 km)      | Emil Hegle Svendsen  | Michael Rösch        | Friedrich Pinter     |
| 25.  | 15 mars 2008     | Oslo/Holmenkollen | Jaktstart (12,5 km) | Ivan Tjeresov        | Friedrich Pinter     | Emil Hegle Svendsen  |
| 26.  | 16 mars 2008     | Oslo/Holmenkollen | Masstart (15 km)    | Michal Šlesingr      | Nikolaj Kruglov      | Halvard Hanevold     |

### Stafett
| Lopp | Datum            | Plats          | Disciplin | Vinnare                                                                        | Tvåa                                                                           | Trea                                                                         |
| ---- | ---------------- | -------------- | --------- | ------------------------------------------------------------------------------ | ------------------------------------------------------------------------------ | ---------------------------------------------------------------------------- |
| 1.   | 9 december 2007  | Hochfilzen     | 4x7,5 km  | Norge Emil Hegle Svendsen Alexander Os Halvard Hanevold Ole Einar Bjørndalen   | Ryssland Ivan Tjeresov Maksim Tjudov Nikolaj Kruglov Dmitri Jarosjenko         | Tyskland Michael Rösch Daniel Graf Carsten Pump Michael Greis                |
| 2.   | 16 december 2007 | Pokljuka       | 4x7,5 km  | Ryssland Andrei Makovejev Maksim Tjudov Dmitri Jarosjenko Nikolaj Kruglov      | Tyskland Michael Rösch Alexander Wolf Andreas Birnbacher Michael Greis         | Österrike Daniel Mesotitsch Friedrich Pinter Dominik Landertinger Simon Eder |
| 3.   | 4 januari 2008   | Oberhof        | 4x7,5 km  | Norge Emil Hegle Svendsen Alexander Os Halvard Hanevold Ole Einar Bjørndalen   | Ryssland Ivan Tjeresov Maksim Tjudov Dmitri Jarosjenko Nikolaj Kruglov         | Tyskland Michael Rösch Alexander Wolf Andreas Birnbacher Michael Greis       |
| 4.   | 10 januari 2008  | Ruhpolding     | 4x7,5 km  | Norge Emil Hegle Svendsen Rune Bratsveen Halvard Hanevold Ole Einar Bjørndalen | Ryssland Ivan Tjeresov Nikolaj Kruglov Dmitri Jarosjenko Maksim Tjudov         | Tyskland Michael Rösch Alexander Wolf Carsten Pump Michael Greis             |
| 5.   | 16 februari 2008 | Östersund (VM) | 4x7,5 km  | Ryssland Ivan Tjeresov Nikolaj Kruglov Dmitri Jarosjenko Maksim Tjudov         | Norge Emil Hegle Svendsen Rune Bratsveen Halvard Hanevold Ole Einar Bjørndalen | Tyskland Michael Rösch Alexander Wolf Andreas Birnbacher Michael Greis       |

### Mixstafett
| Lopp | Datum           | Plats          | Disciplin         | Vinnare                                                                     | Tvåa                                                                            | Trea                                                                             |
| ---- | --------------- | -------------- | ----------------- | --------------------------------------------------------------------------- | ------------------------------------------------------------------------------- | -------------------------------------------------------------------------------- |
| 1.   | 9 februari 2008 | Östersund (VM) | 2x6 km + 2x7,5 km | Tyskland Sabrina Buchholz Magdalena Neuner Andreas Birnbacher Michael Greis | Vitryssland Ljudmila Kalintjik Darja Domratjeva Rustam Valiullin Sergej Novikov | Ryssland Svetlana Sleptsova Oksana Neupokojeva Nikolaj Kruglov Dmitri Jarosjenko |
| 2.   | 2 mars 2008     | Pyeongchang    | 2x6 km + 2x7,5 km | Norge Ann Kristin Flatland Solveig Rogstad Hans Martin Gjedrem Alexander Os | Italien Michela Ponza Katja Haller René Laurent Vuillermoz Christian de Lorenzi | Frankrike Julie Carraz-Collin Pauline Macabies Simon Fourcade Alexis Bœuf        |

## Topp 5 totala världscupen

### Damer
| Position | Namn             | Poäng |
| -------- | ---------------- | ----- |
| 1.       | Magdalena Neuner | 818   |
| 2.       | Sandrine Bailly  | 805   |
| 3.       | Andrea Henkel    | 766   |
| 4.       | Kati Wilhelm     | 749   |
| 5.       | Martina Glagow   | 679   |

### Herrar
| Position | Namn                 | Poäng |
| -------- | -------------------- | ----- |
| 1.       | Ole Einar Bjørndalen | 869   |
| 2.       | Dmitri Jarosjenko    | 696   |
| 3.       | Emil Hegle Svendsen  | 687   |
| 4.       | Michael Greis        | 596   |
| 5.       | Ivan Tjeresov        | 573   |

## Topp 5 Sprint-cupen

### Damer
| Position | Namn               | Poäng |
| -------- | ------------------ | ----- |
| 1.       | Magdalena Neuner   | 326   |
| 2.       | Sandrine Bailly    | 318   |
| 3.       | Kati Wilhelm       | 306   |
| 4.       | Andrea Henkel      | 299   |
| 5.       | Svetlana Sleptsova | 297   |

### Herrar
| Position | Namn                 | Poäng |
| -------- | -------------------- | ----- |
| 1.       | Ole Einar Bjørndalen | 383   |
| 2.       | Dmitri Jarosjenko    | 291   |
| 3.       | Emil Hegle Svendsen  | 253   |
| 4.       | Michael Greis        | 233   |
| 5.       | Björn Ferry          | 222   |

## Topp 5 Jaktstart-cupen

### Damer
| Position | Namn             | Poäng |
| -------- | ---------------- | ----- |
| 1.       | Sandrine Bailly  | 300   |
| 2.       | Andrea Henkel    | 289   |
| 3.       | Kati Wilhelm     | 253   |
| 4.       | Tora Berger      | 238   |
| 5.       | Magdalena Neuner | 232   |

### Herrar
| Position | Namn                 | Poäng |
| -------- | -------------------- | ----- |
| 1.       | Ole Einar Bjørndalen | 247   |
| 2.       | Dmitri Jarosjenko    | 233   |
| 3.       | Björn Ferry          | 221   |
| 4.       | Ivan Tjeresov        | 220   |
| 4.       | Michael Greis        | 220   |

## Topp 5 Distans-cupen

### Damer
| Position | Namn               | Poäng |
| -------- | ------------------ | ----- |
| 1.       | Martina Glagow     | 139   |
| 2.       | Tatjana Moisejeva  | 111   |
| 3.       | Jekaterina Jurjeva | 107   |
| 4.       | Helena Jonsson     | 98    |
| 5.       | Teja Gregorin      | 81    |

### Herrar
| Position | Namn                | Poäng |
| -------- | ------------------- | ----- |
| 1.       | Vincent Defrasne    | 104   |
| 2.       | Emil Hegle Svendsen | 100   |
| 3.       | Halvard Hanevold    | 82    |
| 4.       | Maksim Tjudov       | 80    |
| 5.       | Friedrich Pinter    | 69    |

## Topp 5 Masstart-cupen

### Damer
| Position | Namn               | Poäng |
| -------- | ------------------ | ----- |
| 1.       | Magdalena Neuner   | 186   |
| 2.       | Kati Wilhelm       | 138   |
| 3.       | Helena Jonsson     | 135   |
| 3.       | Michela Ponza      | 135   |
| 5.       | Jekaterina Jurjeva | 127   |

### Herrar
| Position | Namn                 | Poäng |
| -------- | -------------------- | ----- |
| 1.       | Ole Einar Bjørndalen | 180   |
| 2.       | Nikolaj Kruglov      | 143   |
| 3.       | Dmitri Jarosjenko    | 128   |
| 4.       | Michael Greis        | 125   |
| 5.       | Emil Hegle Svendsen  | 124   |

## Topp 5 stafett-cupen

### Damer
| Position | Land      | Poäng |
| -------- | --------- | ----- |
| 1.       | Tyskland  | 250   |
| 2.       | Ryssland  | 178   |
| 3.       | Frankrike | 172   |
| 4.       | Norge     | 154   |
| 5.       | Ukraina   | 152   |

### Herrar
| Position | Land      | Poäng |
| -------- | --------- | ----- |
| 1.       | Norge     | 196   |
| 2.       | Ryssland  | 192   |
| 3.       | Tyskland  | 175   |
| 4.       | Sverige   | 148   |
| 5.       | Österrike | 147   |

## Topp 5 Nations-cupen

### Damer
| Position | Land      | Poäng |
| -------- | --------- | ----- |
| 1.       | Tyskland  | 5896  |
| 2.       | Ryssland  | 5578  |
| 3.       | Frankrike | 5071  |
| 4.       | Norge     | 5044  |
| 5.       | Sverige   | 4865  |

### Herrar
| Position | Land      | Poäng |
| -------- | --------- | ----- |
| 1.       | Norge     | 5830  |
| 2.       | Ryssland  | 5744  |
| 3.       | Tyskland  | 5450  |
| 4.       | Österrike | 4857  |
| 5.       | Sverige   | 4750  |

### Fotnoter
1. ↑  ”Events 2007/2008” (på engelska). Ukrainas skidskytteförbund. http://www.biathlon.com.ua/calendar.php?lang=eng&id=270. Läst 11 september 2017.